# Comisia Literară Albaneză
Comisia Literară albaneză (în albaneză Komisija Letrare Shqipe), cunoscută și sub numele de Comisia Literară de la Shkodër, a fost un comitet academic înființat în anul 1916 în orașul Shkodër din nordul Albaniei. Ea a reunit personalități importante ale publicisticii și literaturii albaneze din acea vreme și a fost formată cu scopul de a defini norme lingvistice și reguli ortografice fixe pentru limba albaneză, care lipseau la acea vreme, pentru a stimula publicarea manualelor școlare.

## Istoric
Comisia a fost înființată oficial la 1 septembrie 1916 la inițiativa diplomatului austriac August Ritter von Kral. Printre membrii comisiei s-au numărat Gjergj Fishta, Luigj Gurakuqi, Hil Mosi, Aleksandër Xhuvani, Maximilian Lambertz, Gjergj Pekmezi, Ndre Mjeda, Sotir Peci și Mati Logoreci. Membrii comisiei au convenit asupra necesității de a avea un standard ortografic „cât mai fonetic posibil” și o limbă literară unificată, care să păstreze ceea ce aveau în comun dialectele albaneze și să excludă toate formele regionale stigmatizate.

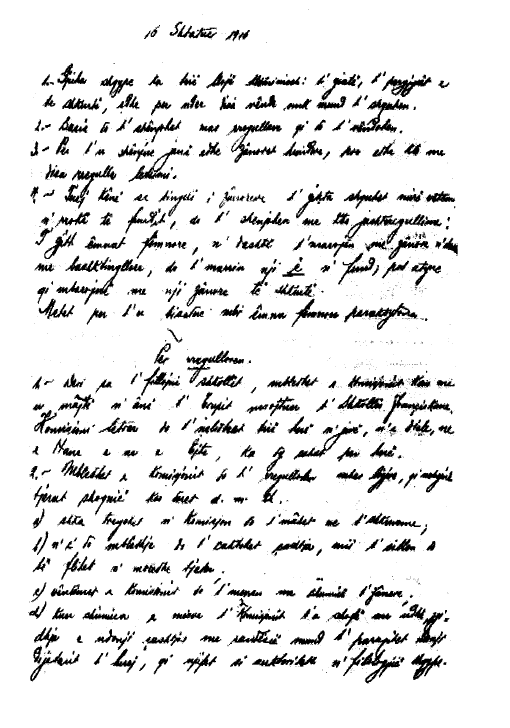
Facsimil al unuia dintre procesele verbale ale comisiei. Această ședință a avut loc în 16 septembrie 1916 (data apare în partea de sus a documentului)

Fishta a îndeplinit un rol principal în cadrul comisiei. El s-a străduit din răsputeri să-i convingă pe membrii comisiei să accepte ca dialectul din Shkodër să formeze baza limbii albaneze standard, ca urmare a contribuției culturale pe care scriitorii și literatura care foloseau acest dialect au adus-o culturii albaneze din acea vreme, „așa cum limba lui Dante servise pentru limba italiană literară”. În ciuda influenței lui Fishta și a faptului că alți membri fondatori proveneau, de asemenea, din Shkodër, demersul lui nu a avut succes. Sub influența lui Aleksander Xhuvani, care a declarat că „unitatea limbii este unitatea națiunii” (în albaneză Njisia e gjuhes asht njisia e kombit.), comisia a acceptat ca dialectul din Elbasan să fie folosit ca bază a limbii albaneze standard. Deși este un dialect gheg, el este unul sudic și cel mai apropiat posibil de dialectul tosk. Standardul lingvistic albanez a fost adoptat de Congresul Educațional de la Lushnje în 1920.
Comisia a publicat o carte de citire pentru școlile gimnaziale în anul 1920. Cu toate acestea, deoarece nu au fost publicate niciun dicționar și nicio gramatică oficială în noul standard lingvistic, acesta nu s-a impus. Mai mult, majoritatea scrierilor și traducerilor create în timpul Renașterii Naționale Albaneze (1870–1912) și la începutul secolului al XX-lea au fost scrise în dialectul tosk.

## După aceea
Eforturile pentru standardizarea limbii au continuat după cel de-al Doilea Război Mondial. O conferință a avut loc la Priștina în 1968, Conferința Lingvistică din Priștina (în albaneză Konsulta gjuhësore e Prishtinës), la care etnicii albanezi din Iugoslavia au adoptat standardul lingvistic folosit până atunci în Albania și bazat pe dialectul tosk în detrimentul dialectului gheg. Standardul lingvistic actual bazat pe dialectul tosk a fost stabilit de Congresul de Ortografie a Limbii Albaneze din 1972.